# Alberto Fernández Montes de Oca
Alberto Fernández Montes de Oca, «Pachungo» (San Luis, Cuba; 28 de diciembre de 1935 - Quebrada del Yuro, Bolivia; 8 de octubre de 1967) fue un militar, político y guerrillero cubano, que participó en la Revolución cubana y luego integró la Guerrilla de Ñancahuazú comandada por Ernesto Che Guevara en Bolivia, donde murió.

## Biografía
Alberto Fernández Montes de Oca nació en San Luis, una población ubicada en el Oriente de la isla de Cuba, a 19 km de Santiago de Cuba. Fue el quinto hijo de Ezequiel Fernández, originario de las Islas Canarias, y de la cubana Juana Montes de Oca. Realizó sus estudios secundarios en la Escuela Normal para Maestros, donde entabló amistad con Frank País y Pepito Tey y participó de la lucha estudiantil revolucionaria contra la dictadura de Fulgencio Batista.

### Revolución cubana
En 1956 se exilió en los Estados Unidos desde donde se dirigió a México para integrarse al Movimiento 26 de Julio. Durante tres años realizó misiones del M-26-7 fuera de Cuba, y regresó a su país el 7 de noviembre de 1958 para integrarse en Escambray a la columna guerrillera N.º 8, comandada por Ernesto Che Guevara, donde pasará a formar parte de su grupo de hombres de confianza.
Se desempeñó como jefe de pelotón y participó en las acciones militares que culminarían con la Batalla de Santa Clara y la caída de Batista el 1 de enero de 1959.
Luego de la victoria de la Revolución cubana se mantuvo bajo el mando de Guevara en la Fortaleza de La Cabaña, en La Habana. Cuando Ernesto Guevara fue designado a cargo de Departamento de Industrialización del INRA y luego Ministro de Industria, Fernández Montes de Oca fue designado como administrador del Central Washington y luego director de la industria azucarera en la entonces provincia de Las Villas. En 1961 fue designado Director de la fábrica de Sulfo Metales de Santa Lucía en la provincia de Pinar del Río, desempeñándose simultáneamente como jefe de una división militar. En 1963 fue nombrado Director de la Empresa de Minería.

### Bolivia y muerte
Luego de la fallida experiencia del Congo, el Che Guevara organizó un foco guerrillero en Bolivia, donde instaló a partir del 3 de noviembre de 1967, en una zona montañosa cercana a la ciudad de Santa Cruz, en una área que atraviesa el río estacional Ñancahuazú, afluente del importante río Grande.
A mediados del año 1966 el Che había enviado Bolivia a dos de sus hombres de confianza, Harry Villegas («Pombo») y Carlos Coello («Tuma»), donde ya se encontraba José María Martínez Tamayo («Papi»), organizando los contactos y analizando la situación. Luego se sumarían otros hombres, entre ellos Alberto Fernández Montes de Oca, que tomó el nombre de guerra de «Pacho».
El grupo guerrillero tomó el nombre de Ejército de Liberación Nacional (ELN) de Bolivia con secciones de apoyo en Argentina, Chile y Perú. Los enfrentamientos armados comenzaron el 23 de marzo de 1967.
El 8 de octubre los restos del grupo guerrillero comenzó a ser perseguido por el ejército boliviano en la Quebrada del Yuro. Guevara separó a sus hombres en dos grupos para dar oportunidad a los enfermos de que avanzaran. Alberto Fernández Montes de Oca permaneció en el grupo que intentó confrontar con las tropas bolivianas, siendo gravemente herido en combate, y muriendo desangrado al día siguiente sin haber recibido atención médica.
El Che Guevara fue herido en ese combate y ajusticiado al día siguiente. Los cinco hombres que integraban el otro grupo finalmente pudieron escapar.
El cuerpo de Fernández Montes de Oca fue exhibido al público en Vallegrande y luego enterrado clandestinamente. En 1997 se encontraron sus restos enterrados en la misma fosa común con el Che Guevara y otros cinco guerrilleros: Alberto Fernández Montes de Oca (Pacho), René Martínez Tamayo (Arturo), Aniceto Reinaga (Aniceto), Simeón Cuba-Sanabria (Willy) y Juan Pablo Chang (El Chino). Actualmente reposan en el Memorial al Che Guevara en Santa Clara.